# Liste der Mitglieder des Senats im 5. Kongress der Vereinigten Staaten
Die Senatoren im 5. Kongress der Vereinigten Staaten wurden zu einem Drittel 1796 und 1797 neu gewählt. Vor der Verabschiedung des 17. Zusatzartikels 1913 wurde der Senat nicht direkt gewählt, sondern die Senatoren wurden von den Parlamenten der Bundesstaaten bestimmt. Jeder Staat wählt zwei Senatoren, die unterschiedlichen Klassen angehören. Die Amtszeit beträgt sechs Jahre, alle zwei Jahre wird für die Sitze einer der drei Klassen gewählt. Zwei Drittel des Senats bestehen daher aus Senatoren, deren Amtszeit noch andauert.
Die Amtszeit des 5. Kongresses ging vom 4. März 1797 bis zum 3. März 1799, am 4. März 1797 fand die konstituierende Sondersitzung in Philadelphia statt, der damaligen Hauptstadt. Die erste reguläre Tagungsperiode lief vom 15. Mai bis zum 10. Juli 1797, die zweite vom 13. November 1797 bis zum 16. Juli 1798. Vom 17. bis 19. Juli fand eine Sondersitzung statt, die dritte reguläre Periode lief vom 3. Dezember 1798 bis zum 3. März 1799.
Mitte der 1790er Jahre formierten sich die Republikanische Partei, die heute in Abgrenzung zur später gegründeten Grand Old Party meist Demokratisch-Republikanische Partei genannt wird, sowie die Föderalistische Partei. Beide waren keine Parteien im modernen Sinne, aber deutlich stärker organisiert als die informellen Fraktionen vorher.

## Zusammensetzung und Veränderungen
Im 4. Kongress saßen am Ende seiner Amtszeit 21 Föderalisten und 11 Republikaner. Durch die Wahl konnten die Föderalisten einen der bisher von den Republikanern gehaltenen Sitze erobern, ein weiterer bisher republikanischer Sitz bleibt vakant, so dass der 5. Kongress mit 22 föderalistischen und neun republikanischen Senatoren eröffnet wurde. Im Mai wurde William Cocke zu seinem eigenen Nachfolger ernannt, so dass wieder zehn Republikaner im Senat saßen. Verschiedene Neuwahlen wegen Rücktritt oder Tod von Senatoren führten zu keinen Änderungen in der parteipolitischen Zusammensetzung. Durch den Tod des Republikaners Henry Tazewell aus Virginia, dessen Sitz nicht sofort wieder besetzt wurde, saßen im Senat am Ende des 5. Kongresses wieder 22 Föderalisten gegen neun Republikaner, ein Sitz war vakant.

## Spezielle Funktionen
Nach der Verfassung der Vereinigten Staaten ist der Vizepräsident der Vorsitzende des Senats, ohne ihm selbst anzugehören. Bei Stimmengleichheit gibt seine Stimme den Ausschlag. Während des 5. Kongresses war der spätere Präsident Thomas Jefferson Vizepräsident. Im Gegensatz zur heutigen Praxis leitete der Vizepräsident bis ins späte 19. Jahrhundert tatsächlich die Senatssitzungen. Ein Senator wurde zum Präsidenten pro tempore gewählt, der bei Abwesenheit des Vizepräsidenten den Vorsitz übernahm. Vom 6. Juli bis zum Oktober 1797 war William Bradford Präsident pro tempore, vom 22. Dezember bis zum 12. Dezember Jacob Read, vom 27. Juni bis zum 5. Dezember 1798 Theodore Sedgwick, vom 6. Dezember bis zum 27. Dezember John Laurance und vom 1. März bis zum Ende des Kongresses am 3. März 1799 James Ross, der dies im 6. Kongress bis zum 1. Dezember 1799 blieb.

## Liste der Senatoren
Unter Partei ist vermerkt, ob ein Senator der Föderalistischen Partei oder der Republikanischen Partei zugerechnet wird, unter Staat sind die Listen der Senatoren des jeweiligen Staats verlinkt. Die reguläre Amtszeit richtet sich nach der Senatsklasse. Senatoren der Klasse I waren bis zum 3. März 1803 gewählt, die der Klasse II bis zum 3. März 1799 und die der Klasse III bis zum 3. März 1801. Das Datum gibt an, wann der entsprechende Senator in den Senat aufgenommen wurde. Unter Sen. steht die fortlaufende Nummer der Senatoren in chronologischer Ordnung, je niedriger diese ist, umso größer ist in der Regel die Seniorität des Senators. Die Tabelle ist mit den Pfeiltasten sortierbar.
| Senator            | Partei       | Staat          | Klasse | Datum         | Sen. | Anmerkung                                                         |
| ------------------ | ------------ | -------------- | ------ | ------------- | ---- | ----------------------------------------------------------------- |
| James Hillhouse    | Föderalist   | Connecticut    | I      | 18. Mai 1796  | 59   |                                                                   |
| Uriah Tracy        | Föderalist   | Connecticut    | III    | 13. Okt. 1796 | 64   |                                                                   |
| Henry Latimer      | Föderalist   | Delaware       | I      | 7. Feb. 1795  | 50   |                                                                   |
| John M. Vining     | Föderalist   | Delaware       | II     | 4. März 1793  | 45   | trat am 19. Januar 1798 zurück                                    |
| Joshua Clayton     | Föderalist   | Delaware       | II     | 19. Jan. 1798 | 76   | gewählt als Nachfolger für Vining starb am 11. August 1798        |
| William H. Wells   | Föderalist   | Delaware       | II     | 17. Jan. 1799 | 82   | gewählt als Nachfolger für Clayton                                |
| Josiah Tattnall    | Republikaner | Georgia        | II     | 12. Apr. 1796 | 58   |                                                                   |
| James Gunn         | Föderalist   | Georgia        | III    | 4. März 1789  | 09   |                                                                   |
| John Brown         | Republikaner | Kentucky       | II     | 18. Juni 1792 | 36   |                                                                   |
| Humphrey Marshall  | Föderalist   | Kentucky       | III    | 4. März 1795  | 53   |                                                                   |
| John Eager Howard  | Föderalist   | Maryland       | I      | 21. Nov. 1796 | 68   |                                                                   |
| John Henry         | Föderalist   | Maryland       | III    | 4. März 1789  | 10   | trat am 10. Dezember 1797 zurück                                  |
| James Lloyd        | Föderalist   | Maryland       | III    | 8. Dez. 1797  | 74   | gewählt als Nachfolger für Henry                                  |
| Benjamin Goodhue   | Föderalist   | Massachusetts  | I      | 11. Juni 1796 | 60   |                                                                   |
| Theodore Sedgwick  | Föderalist   | Massachusetts  | II     | 11. Juni 1796 | 61   | Präsident pro tempore                                             |
| Samuel Livermore   | Föderalist   | New Hampshire  | II     | 4. März 1793  | 43   |                                                                   |
| John Langdon       | Republikaner | New Hampshire  | III    | 4. März 1789  | 13   |                                                                   |
| John Rutherfurd    | Föderalist   | New Jersey     | I      | 4. März 1791  | 33   | trat am 26. November 1798 zurück                                  |
| Franklin Davenport | Föderalist   | New Jersey     | I      | 5. Dez. 1798  | 80   | ernannt als Nachfolger für Rutherfurd                             |
| Richard Stockton   | Föderalist   | New Jersey     | II     | 12. Nov. 1796 | 67   |                                                                   |
| Philip Schuyler    | Föderalist   | New York       | I      | 4. März 1797  | 19   | trat am 3. Januar 1798 zurück früher im 1. Kongress               |
| John Sloss Hobart  | Föderalist   | New York       | I      | 11. Jan. 1798 | 75   | gewählt als Nachfolger für Schuyler trat am 16. April 1798 zurück |
| William North      | Föderalist   | New York       | I      | 5. Mai 1798   | 77   | ernannt als Nachfolger für Hobart                                 |
| James Watson       | Föderalist   | New York       | I      | 17. Aug. 1798 | 78   | gewählt als Nachfolger für Hobart                                 |
| John Laurance      | Föderalist   | New York       | III    | 9. Nov. 1796  | 66   | Präsident pro tempore                                             |
| Alexander Martin   | Republikaner | North Carolina | II     | 4. März 1793  | 44   |                                                                   |
| Timothy Bloodworth | Republikaner | North Carolina | III    | 4. März 1795  | 52   |                                                                   |
| James Ross         | Föderalist   | Pennsylvania   | I      | 24. Apr. 1794 | 47   | Präsident pro tempore                                             |
| William Bingham    | Föderalist   | Pennsylvania   | III    | 4. März 1795  | 51   |                                                                   |
| Theodore Foster    | Föderalist   | Rhode Island   | I      | 12. Juni 1790 | 26   |                                                                   |
| William Bradford   | Föderalist   | Rhode Island   | II     | 4. März 1793  | 40   | Präsident pro tempore trat Oktober 1797 zurück                    |
| Ray Greene         | Föderalist   | Rhode Island   | II     | 13. Nov. 1797 | 73   | gewählt als Nachfolger für Bradford                               |
| John Hunter        | Republikaner | South Carolina | II     | 8. Dez. 1796  | 69   | trat am 26. November 1798 zurück                                  |
| Charles Pinckney   | Republikaner | South Carolina | II     | 6. Dez. 1798  | 81   | gewählt als Nachfolger für Hunter                                 |
| Jacob Read         | Föderalist   | South Carolina | III    | 4. März 1795  | 55   | Präsident pro tempore                                             |
| William Cocke      | Republikaner | Tennessee      | I      | 2. Aug. 1796  | 63   | ernannt am 15. Mai 1797                                           |
| Andrew Jackson     | Republikaner | Tennessee      | I      | 26. Sep. 1797 | 71   | gewählt als Nachfolger für Cocke trat im April 1798 zurück        |
| Daniel Smith       | Republikaner | Tennessee      | I      | 6. Okt. 1798  | 79   | ernannt als Nachfolger für Jackson                                |
| William Blount     | Republikaner | Tennessee      | II     | 2. Aug. 1796  | 62   | ausgeschlossen am 8. Juli 1797                                    |
| Joseph Anderson    | Republikaner | Tennessee      | II     | 26. Sep. 1797 | 70   | gewählt als Nachfolger für Blount                                 |
| Isaac Tichenor     | Föderalist   | Vermont        | I      | 18. Okt. 1796 | 65   | trat am 17. Oktober 1797 zurück                                   |
| Nathaniel Chipman  | Föderalist   | Vermont        | I      | 17. Okt. 1797 | 72   | gewählt als Nachfolger für Tichenor                               |
| Elijah Paine       | Föderalist   | Vermont        | III    | 4. März 1795  | 54   |                                                                   |
| Stevens Mason      | Republikaner | Virginia       | I      | 18. Nov. 1794 | 48   |                                                                   |
| Henry Tazewell     | Republikaner | Virginia       | II     | 18. Nov. 1794 | 49a  | starb am 24. Januar 1799                                          |

- Republikaner bezeichnet Angehörige der heute meist als Demokratisch-Republikanische Partei oder Jeffersonian Republicans bezeichneten Partei.
- a) Tazewell trat sein Amt anderen Quellen nach erst am 29. Dezember an.[5]